# اينار إم. بول
اينار إم. بول (بالبوكمول: Einar Bull) هو دبلوماسي نرويجي، ولد في 20 سبتمبر 1942 في ألتا في النرويج.